# 코리 부커
코리 앤서니 부커(영어: Cory Anthony Booker, 1969년 4월 27일~)는 미국의 정치인이다. 소속 정당은 민주당이다.
코리 부커는 1969년 4월 27일에 워싱턴 D.C.에서 태어나서 뉴저지주 뉴어크에서 어린 시절을 보냈다. 코리 부커의 부모인 캐럴린 로즈 부커(Carolyn Rose Booker, 혼전 성씨: 조던(Jordan))와 케리 앨프리드 부커(Cary Alfred Booker)는 흑인으로는 최초로 IBM 이사진으로 참여했다. 코리 부커는 뉴저지주에서 아프리카 감리교 감독교회의 영향을 받으면서 성장했다.
1991년에는 스탠퍼드 대학교에서 정치과학 문학사, 문학박사 학위를 받았으며 1994년에는 옥스퍼드 대학교 퀸스 칼리지를 졸업했다. 1997년에는 예일 대학교 로스쿨에서 법무박사 학위를 받았다. 1998년 7월 1일부터 2002년 6월 30일까지 뉴저지주 뉴어크 시의회 의원을 역임했고 2006년 7월 1일부터 2013년 10월 31일까지 뉴저지주 뉴어크 시장을 역임했다.
2013년 10월 16일에 실시된 미국 연방상원 의원 뉴저지주 보궐선거에서 민주당 소속으로 출마하여 당선되었으며 2013년 10월 31일에 미국 상원 의원으로 취임했다. 2014년 11월 4일에 실시된 미국 연방상원 의원 뉴저지주 선거에서도 재선에 성공했다. 2019년 2월 1일에는 2020년 미국 대통령 선거 민주당 후보 경선에 출마할 의사를 밝혔다.

## 학력
- 스탠퍼드 대학교(문학사, 문학석사)
- 옥스퍼드 대학교 퀸스 칼리지(문학사)
- 예일 대학교(법무박사)

## 역대 선거 결과
| 선거명        | 직책명                  | 대수  | 정당   | 득표율 | 득표수      | 결과 | 당락                   |
| ------------- | ----------------------- | ----- | ------ | ------ | ----------- | ---- | ---------------------- |
| 2002년 선거   | 뉴어크 시장             | 37대  | 무소속 | 46.42% | 24,869표    | 2위  | 낙선                   |
| 2006년 선거   | 뉴어크 시장             | 38대  | 무소속 | 72.15% | 32,134표    | 1위  | 뉴어크 시장 당선       |
| 2010년 선거   | 뉴어크 시장             | 38대  | 무소속 | 59.14% | 22,745표    | 1위  | 뉴어크 시장 당선       |
| 2013년 재선거 | 상원의원 (뉴저지 제2부) | 113대 | 민주당 | 54.92% | 740,742표   | 1위  | 뉴저지주 상원의원 당선 |
| 2014년 선거   | 상원의원 (뉴저지 제2부) | 114대 | 민주당 | 55.84% | 1,043,866표 | 1위  | 뉴저지주 상원의원 당선 |
| 2020년 선거   | 상원의원 (뉴저지 제2부) | 117대 | 민주당 | 57.23% | 2,541,178표 | 1위  | 뉴저지주 상원의원 당선 |